# Liste der Gouvernements des Jemen

Karte der Gouvernements

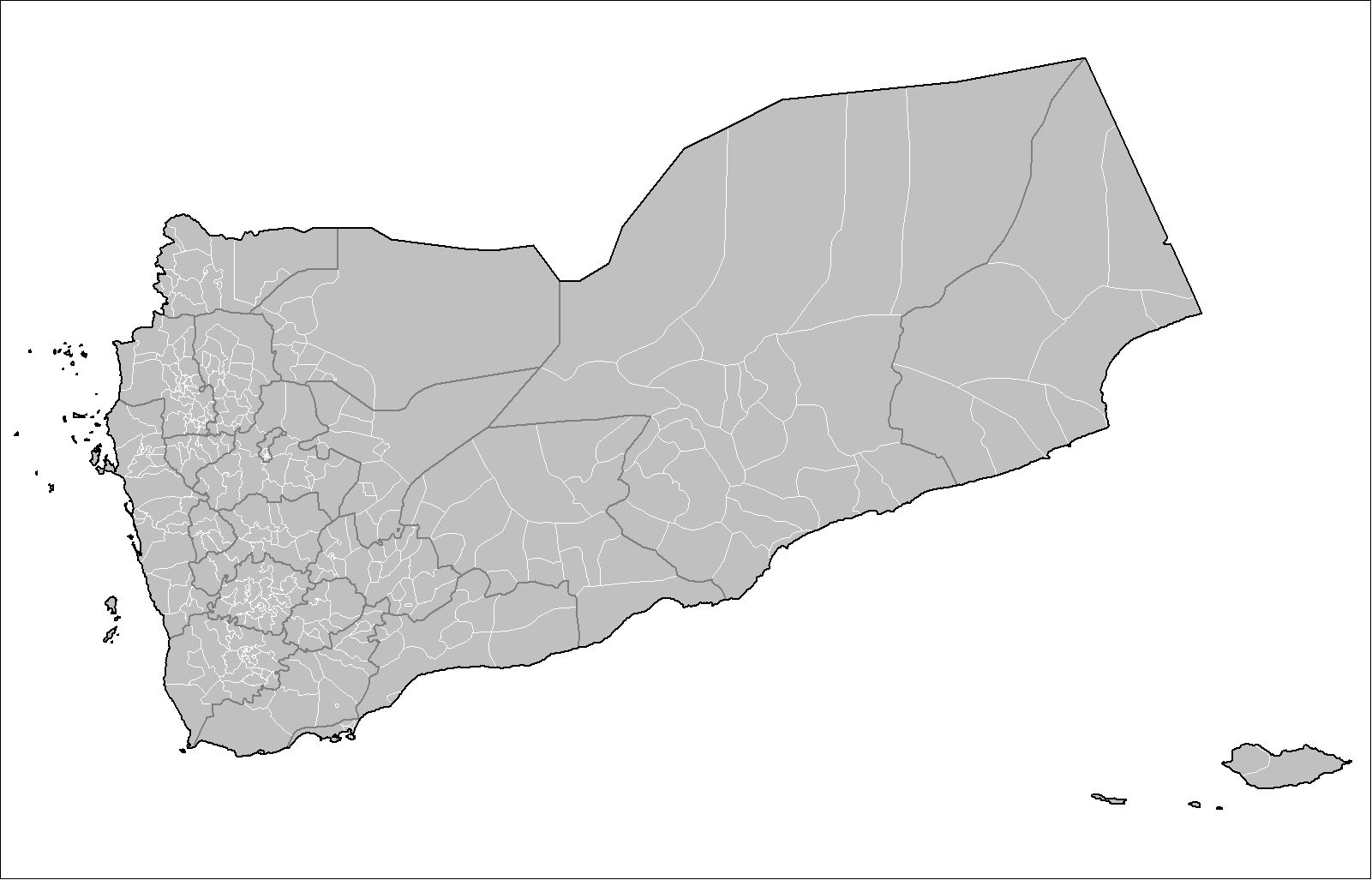
Distrikteinteilung

Die Liste der Gouvernements des Jemen führt die 22 Gouvernements (arabisch محافظة, DMG muḥāfaẓa, Plural محافظات / muḥāfaẓāt) einschließlich des Hauptstadtgouvernements (arabisch محافظة أمانة العاصمة, DMG muḥāfaẓat amānat al-ʿāṣima) auf, in die der Jemen gegliedert ist. Das 22. Gouvernement – Sokotra – entstand erst im Dezember 2013. Zuvor war Sokotra Teil von Hadramaut gewesen.
1. ʿAdan
2. ʿAmrān
3. Abyan
4. ad-Dāliʿ
5. al-Baidā'
6. al-Hudaida
7. al-Dschauf
8. al-Mahra
9. al-Mahwīt
10. Sanaa (Amānat al-ʿĀsima)
11. Dhamār
12. Hadramaut
13. Haddscha
14. Ibb
15. Lahidsch
16. Ma'rib
17. Raima
18. Saʿda
19. Sanaa (Gouvernement)
20. Schabwa
21. Taʿizz
22. Sokotra

Die Gouvernements sind in 333 Distrikte untergliedert, diese weiter in 2210 Subdistrikte. Auf der untersten Verwaltungsebene gibt es 38.284 Dörfer (Stand 2001).
Der Jemen war bis 1990 in die Jemenitische Arabische Republik (Nordjemen) und die Demokratische Volksrepublik Jemen (Südjemen) unterteilt.
2014 wurde bekannt, dass die Regierung den Jemen in sechs Regionen gliedern will, wobei aber der Hauptstadtbezirk als separate, siebte Regionaleinheit erhalten bleiben soll.